# Col du Marchairuz
Le col du Marchairuz est un col de montagne routier à 1 447 mètres d'altitude dans le massif du Jura. Il est situé dans le canton de Vaud et relie Le Brassus, commune du Chenit, dans la vallée de Joux à Saint-George et Bière, sur les flancs sud-est du Jura qui donnent sur le lac Léman. La route depuis Bière n'était pas déneigée en hiver jusqu'en 2011 mais depuis 2012 elle est ouverte à la circulation. La route a une longueur de 18 kilomètres et une déclivité de 7 %.